# Giambattista Basile
Giambattista Basile (Giugliano in Campania, 1566 - id., 23 de fevereiro de 1632) foi um soldado e escritor italiano.
Foi soldado mercenário a serviço da República de Veneza, servindo em Veneza e na ilha de Creta, onde frequentou a "Accademia degli Stravaganti", sociedade literária local.
Após curtas temporadas em Stigliano e Mântua, retorna á região natal de Nápoles, onde presta serviços como soldado e administrador a vários senhores feudais.
Sua obra maior é "Lo cunto de li cunti", também conhecido com "Pentamerão", livro escrito em prosa no dialeto napolitano, um conjunto de fábulas dirigidas às crianças  que recolheu do povo e de tradições locais em suas viagens. 
Vários personagens hoje  muito conhecidos como Cinderela (La Cenerentola), Rapunzel e A Bela Adormecida (La bella addormentata nel bosco), posteriormente também recontadas por Perrault e os Irmãos Grimm, constam dessa obra. Foi o primeiro livro em língua latina a citar um ogro.
Foi publicada postumamente por sua irmã, Adriana Basile, uma famosa cantora da época.